# Gehon
Gehon és una característica d'albedo a la superfície de Mart, localitzada amb el sistema de coordenades planetocèntriques a 14.83 ° latitud N i 360 ° longitud E. El nom va ser aprovat per la UAI l'any 1958 i fa referència a Gehon, segons la Bíblia, un dels quatre rius del Jardí de l'Edèn.